# Gerberga de Tolosa
Gerberga (755?-834) fue hija de Guillermo I de Tolosa y de su esposa, Cunegunda de Austrasia. Por línea materna era por lo tanto nieta de Carlomán I, rey de los Francos. También era hermana de Bernardo de Septimania, que fue duque de Septimania y marqués de Gotia; de Bera, primer conde de Barcelona; de Gaucelmo, conde de Rosselló y Ampurias; y de Heriberto. Destinada a la vida religiosa por su familia, fue monja. Durante la guerra civil franca, el emperador Lotario I ordenó su ejecución en la ciudad de Chalon-sur-Saône, en 834. Fue lanzada al río Saona dentro de un barril.